# Freybouse
Freybouse – miejscowość i gmina we Francji, w regionie Grand Est, w departamencie Mozela.
Według danych na rok 1990 gminę zamieszkiwały 324 osoby, a gęstość zaludnienia wynosiła 55 osób/km² (wśród 2335 gmin Lotaryngii Freybouse plasuje się na 729. miejscu pod względem liczby ludności, natomiast pod względem powierzchni na miejscu 931.).